# 노래하고 사라진 꽃
《노래하고 사라진 꽃》(일본어: うたい去りし花 우타이사리시하나[*])은 일본의 밴드 Aqua Timez의 세번 째 정규 음반이다. 전작 《누군가의 지상화》 이후 약 1년만인 2009년 3월 11일에 발매했다.
캐치프레이즈는 '쓸쓸함을 무언가로 덮는 것이 아니라, 그 쓸쓸함으로 소중한 무언가를 노래하는 것입니다.'

## 수록곡
1. BIRTH
작사 : 후토시 / 작곡 : 후토시
다음 트랙인 〈Velonica〉와 이어지는 40초 정도의 짧은 인트로 곡.
2. Velonica
작사 : 후토시 / 작곡 : Aqua Timez
8th 싱글. TV 도쿄 애니메이션 블리치 9기 오프닝 테마.
3. 이별의 시 -still connected- (別れの詩 -still connected-)
작사 : 후토시 / 작곡 : 후토시
NTV 《라지카룻》 3월 엔딩 테마.
4. 무지개(虹)
작사 : 후토시 / 작곡 : 후토시
6th 싱글. NTV 드라마 《고쿠센 제3시리즈》 주제가.
5. STAY GOLD
작사 : 후토시 / 작곡 : 후토시
9th 싱글. 요요기 제미널 CM송.
6. 여름의 파편(夏のかけら)
작사 : 후토시 / 작곡 : 후토시
7th 싱글. 아라가키 유이 주연 영화 《플레이 플레이 소녀》 주제가.
7. 사실은 말야 (ほんとはね)
작사 : 후토시 / 작곡 : 후토시
배신 한정곡. 6th 싱글 《무지개》 수록곡.
8. massigura
작사 : 후토시 / 작곡 : Aqua Timez
9. 달이 떠오른다 (月、昇る)
작사 : 후토시 / 작곡 : Aqua Timez
10. 이 별에서 (この星に)
작사 : 후토시 / 작곡 : 후토시
11. 반짝반짝 ~original ver.~ (きらきら 〜original ver.〜)
작사 : 후토시 / 작곡 : Aqua Timez
KIRIN '우루루차' CM송.
12. One
작사 : 후토시 / 작곡 : 후토시
마이니치 방송 '제81회 선발고교야구대회', '89회 전국고등학교 럭비풋볼대회' 이미지송.
13. 노래하고 사라진 꽃 (うたい去りし花)
14. Re:BIRTH
작사 : 후토시 / 작곡 : 후토시
BIRTH의 롱 버전.
15. 무지개~Album ver.~ (虹 〜Album ver.〜)
작사 : 후토시 / 작곡 : 후토시
《무지개》의 다른 버전.